# Мехралиев, Паша Бекир оглы
Паша Бекир оглы Мехралиев (азерб. Paşa Bəkir oğlu Mehrəliyev; 5 октября 1908, Кубинский уезд — 27 июня 1968, Баку) — советский азербайджанский агроном, Герой Социалистического Труда (1949).

## Биография
Родился 5 октября 1908 года в городе Куба Кубинского уезда Бакинской губернии (ныне город Губа в Губинском районе Азербайджана).
В 1931—1968 годах — директор Бакинского сельскохозяйственного техникума, заведующий отделом сельского хозяйства Бакгорисполкома, главный агроном Масаллинского районного отдела сельского хозяйства, председатель исполкома Кубинского районного совета, начальник Управления лесным хозяйством Бакинской области, директор совхоза № 2 в Кубинском районе, директор Кубинского консервного завода. В 1948 году обеспечил своей работой перевыполнение в целом по Масаллинскому району планового сбора урожая табака на 25,8 процентов.
Указом Президиума Верховного Совета СССР от 1 июля 1949 года за получение в 1948 году высоких урожаев табака Мехралиеву Паша Бекир оглы присвоено звание Героя Социалистического Труда с вручением ордена Ленина и золотой медали «Серп и Молот».
Активно участвовал в общественной жизни Азербайджана. Член КПСС с 1943 года.
Скончался 27 июня 1968 года в городе Баку.